# Cerkev sv. Nikolaja, Cerovo
Cerkev sv. Nikolaja, Cerovo ali tudi Tabor nad Cerovim je podružnična cerkev Župnije Št. Jurij pri Grosupljem. Je eden izmed manjših, vendar najlepše ohranjenih protiturških taborov na Slovenskem. Leži na 492 m visokem griču v vasi Cerovo v Občini Grosuplje.

## Zgodovina
Grič je bil poseljen že v prazgodovini, kasneje pa se je tu nahajala rimska trdnjava. Na ostankih rimske trdnjave so v 13. stoletju zgradili cerkev sv. Nikolaja in jo verjetno konec 15. stoletja obdali z obzidjem.
Gre za preprosto enoladijsko cerkev, postavljeno brez temeljev na živo skalo. Zgrajena je iz lomljenega apnenca, ki se nahaja v bližnji okolici. Prvotna romanska cerkev z ladjo in polkrožno apsido je bila zgrajena v 13. stoletju. Kasneje so apsido predelali v gotski prezbiterij z rebrastimi oboki. V času baroka je bila cerkvena ladja povišana in obokana, dograjen je bil pevski kor, cerkev je dobila zvonik in prizidano zakristijo.

### Prezbiterij
Prezbiterij je bil dekorativno poslikan v gotiki. Gotske poslikave je leta 1897 restavriral znan slovenski slikar in restavrator Matej Sternen. Njegovo delo sta tudi na notranjo steno slavoloka naslikani Abrahamova in Melkizedekova daritev.

### Slavolok
Slavoločna stran, ki gleda na ladjo, je bogato poslikana. Freske so datirane v tretje desetletje 16. stoletja. Stena, ki deli prostor za vernike od najsvetejšega v prezbiteriju, je imela pomembno vlogo v razvoju srednjeveške arhitekture. Slikarji so se pri poslikavi slavoloka držali točno določene ikonografije. Taborski slavolok dokazuje, da je srednjeveški ikonografski program tako močno zaznamoval slikarje, da so ga uporabljali še v 16. stoletju.
Freske imajo široke ornamentalne okvirje in so navpično razdeljene v dva pasova. Spodaj levo je naslikana frontalno stoječa Marija varuhinja s plaščem. Na slavolokih se pogosto pojavlja v času hudih nadlog, v tem kontekstu torej v času turških vpadov. Desno spodaj se nahaja sv. Florjan v viteški opravi in s praporcem v roki. Zaščitnik pred ognjem prav tako opozarja na še eno razsežnost turškega besnenja – požiganje vasi in polj. Na sredini nad obokom slavoloka je na vzvišenem prostoru prikazan Bog oče v podobi starca z bujno brado. V levici drži zemeljsko oblo s križem, z desnico pa podeljuje blagoslov. Levo od osrednje podobe boga se nahaja klečeči Abel z jagnjetom, desno pa Kajn, ki mu zelen hudič prinaša snop žita. Desno od prizora iz oznanjenja na klečalniku kleči Marija s knjigo pred očmi in rokami, sklenjenimi v molitev. Oblečena je kraljevsko, s krono na glavi in ogrinjalom iz hermelinjega krzna. V zraku nad njo sta naslikana golob in mali Jezus s križem v roki kot učlovečajoči se odrešenik. Skrajno levo prizor oznanjenja dopolnjuje klečeči angel, ki v eni roki drži lilijo – simbol Marijine brezmadežnosti, z drugo roko pa pozdravlja. Pozdrav je slikar izpisal na traku: »Ave Maria Gracia Plena D. T. (dominus tecum)«.
Nad okvirom, ki zgoraj zaključuje freske, se kaže pet angelskih glavic s krili. Te glavice so ena glavnih posebnosti tega slavoloka. Angeli so kerubini, najvišji angelski red. Podobe kerubinov se v zgodovini slovenske umetnosti prvič pojavijo ravno na Taboru in so edini tovrstni primer upodobitve iz 16. stoletja. Njihov razvoj se začne šele v naslednjem stoletju, ko se kerubinske glavice navadno pojavljajo v zlatih oltarjih. Kako se je ta motiv stoletje prehitro znašel med slikarijami cerkve sv. Nikolaja na Taboru, ostaja uganka. Najverjetneje je, da je slikar motiv videl na kakšni grafični predlogi italijanske renesanse.
Freske so verjetno delo mojstra iz tako imenovane »hrvaške skupine« freskarjev oz. iz kroga umetnikov, zbranih okoli Tomaža iz Senja. Čeprav so freske slavoloka nastale v času velikih ustvarjalcev Michelangela in Dürerja, je imel slikar v taborski cerkvi predvsem namen lepo okrasiti slavolok, ne pa slediti velikim načelom evropske renesanse. Uporabil je živahne barve, modro, zeleno, rdečo in rumeno. Neposlikanega ni pustil nobenega detajla. Prazne ploskve je poslikal s pomočjo valja, ki je imel patroniran vzorec. Same slike s svojo svečanostjo napovedujejo obredno dogajanje v nekoliko višje postavljenem prezbiteriju. Ker ljudje niso znali brati, so morale biti podobe kar se da enostavne, jasne in zanimive, da so se opazovalcu vtisnile v zavest. Temu lahko pripisujemo tudi obleko uprizorjenih oseb: Kajn in Abel se pojavita v tipični kmečki noši iz 16. st., v suknjiču in ozkih hlačah, zatlačenih v škornje. Marija svoje poslanstvo kaže preko razkošne kraljevske obleke.

### Oltar
Glavni oltar pripada tipu »zlatega oltarja«, ki je v slovenskem prostoru precej običajen. Pozlačen oltar iz druge polovice 17. stoletja je lesen in posvečen sv. Nikolaju.

## Taborsko obzidje
Dokumenti o izgradnji tabora okoli že obstoječe cerkve žal niso ohranjeni. Kompleks naj bi bil zgrajen konec 15. st. in pred letom 1526. Popis cerkvenih dragocenosti iz leta 1526 ga sicer ne omenja, zato starejši viri izgradnjo datirajo po omenjenem letu. Vendar pa je sam sistem gradnje obzidja popolnoma primerljiv z obliko večjega števila taborov, ki so bili zgrajeni že pred tem letom.
Tabor nad Cerovim spada med manjše taborske komplekse in je bil premajhen, da bi za svoje obzidje sprejel večje število ljudi. Brez stolpov obsega le 32m v dolžino in 18m v širino. Okoliški vaščani so zatočišče ob udaru Turkov tako bolj verjetno poiskali v bližnji kraški jami Ledenici pod hribom (danes del Županove jame). V samem taboru pa so se nahajala skladišča in kašče za žito. Ob vzhodnem obzidju so pri obnovi Tabora arheologi naleteli na kamnite temelje treh približno enako velikih kašč, v eni izmed njih pa je ohranjen tudi tlak. Do tega odkritja na Slovenskem ni bil znan noben primer taborske kašče. Skladišča in kašče je skupaj z utrdbo varoval stalen čuvaj in določena skupina spretnih branilcev. Kompleks je bil tako neke vrste polvojaška postojanka v obrambnem sistemu in zaščita prometne povezave med Grosupeljsko kotlino in Turjakom.

### Obzidje in obrambni stolpi
Taborsko obzidje s tremi stolpi je dokaj skromno in po obliki prilagojeno terenu. Neravno obzidje sledi strmemu skalnemu robu, zato je kompleks omejen na manjši prostor. Kamen so lomili sproti v bližnji okolici in tam tudi žgali apno, kar še danes kažejo vidni sledovi v okolici kompleksa. Točno v sredini obzidja se nahaja cerkev, med cerkvijo in obzidjem pa je 5,5m širok prazen prostor. Nekoliko širši je prostor za vhodom in ob okroglem stolpu. Okrogli stolp je hkrati edini pravi obzidni stolp. Obzidje je z zunanje strani v povprečju visoko 9,5m, nekoliko višje je le nad vhodom. Debelo je 71 cm.
Tabor je najbolje utrjen ob vhodni stranici, kjer je obzidje rahlo ukrivljeno kot posledica sledenju terena. Pot je po gotskem vzoru speljana tik ob obzidju, da so bili napadalci kar se da izpostavljeni. Vmes se je kot glavna ovira nahajal še glavni okrogli obzidni stolp. Napadalce v neposredni bližini zidu je bilo možno odbijati s konzolno nameščenega lesenega podstrešnega dela. Od tu so branilci izlivali vrelo vodo in smolo, metali kamenje, čebelje panje itd.
Vhod so varovale line v samem obzidju in napadalci iz severovzhodnega vogalnega stolpa. Vhod ni imel dvižnega mostu, temveč so branilci uporabljali preprostejši sistem obrambe vhoda - leseno konstrukcijo mostu oziroma mostovža, ki so ga ob nevarnosti preprosto podrli. Vhod je imel močna lesena ali celo okovana vrata in je bil zaradi težkega dostopa in višine 1,5m nad tlemi tako povsem varen.
SV in JZ vogalni stolp pravzaprav nista več prava obrambna stolpa, ampak gre bolj za izrinjen del obzidja, ki se odpira v notranjost tabora.  Višina stolpov je ponekod celo manjša od obzidja in kaže na takrat modernejši način obrambe.
Obzidje je bilo z notranje strani visoko približno 4m, na vrhu pa zaščiteno z lesenim obrambnim hodnikom, ki je danes rekonstruiran. Nad zidanim je bil tudi leseni del utrdbe, v katerem so bile vsekane strelne line. Obrambni hodnik je imel dvokapno streho, krito s skrilnimi ploščicami ali lesenimi skodlami.
Strelne line so bile preproste pravokotne oblike, sestavljene iz lesenih klad, na vrhu pa so imele namesto oboka hrastov tramič.
Glede na število strelnih lin lahko sklepamo, da se je znotraj obzidja nahajalo 50-60 aktivnih branilcev, kar ni majhna obrambna sila. S takim številom so lahko že izvajali izpade iz utrdbe  in preprečevali manjšim oddelkom prehod po nadzorovani cesti. Branilci so bili oboroženi večinoma s hladnim orožjem, s kratkimi kmečkimi meči, sulicami, kosami (sulica s stranskim rezilom) in samostreli.

## Tabor nad Cerovim po koncu turških vpadov
Tabor nad Cerovim po koncu turških vpadov ni izgubil svoje funkcije in vrednosti, temveč se je ta zgolj spremenila. Ker naj bi kompleks spadal pod oblast Turjaških grofov je možno, da so ga Turjačani uporabljali kot žitnico  in utrdbo nad potjo do svojega posestva. Tabor je bil očitno tudi kasneje zanimiv za naselitev. V 20. stoletju so v okroglem stolpu prebivali cerkovniki – mežnarji. Glavni stolp so konec 19. stoletja prezidali in v njem uredili bivanjske prostore za mežnarja in njuno družino. Nadstropje je bilo ob tej priložnosti preurejeno v sobo, kjer so odprtine za strelne line povečali v okna. V dozidanem delu je bila urejena danes črna kuhinja in veža, do katere vodijo kamnite stopnice. V kletnem delu stolpa so uredili hlev za živino.
V letih 1994-1999 je potekala sanacija Tabora. Obnovljena sta bila obzidje in mežnarija, rekonstruiran pa je bil tudi obrambni hodnik na notranji strani obzidja.

## Galerija
- Slavoločna stena
- Notranjost Tabora z lesenim obrambnim hodnikom
- Vhod v Tabor